# Paul Klipsch
Paul Wilbur Klipsch (* 9. März 1904 in Elkhart, Indiana, USA; † 5. Mai 2002 in Hope, Arkansas) war einer der wichtigsten amerikanischen Hifi-Pioniere. Paul Wilbur Klipsch ist außerdem der Gründer der Klipsch Audio Technologies. Seine berühmteste Entwicklung ist der legendäre Klipsch-Eckhorn-Lautsprecher (Klipschorn).